# Йохан Кройф Шийлд
„Йохан Кройф Шийлд“ (на английски: Johan Cruyff Shield; на нидерландски: Johan Cruijff Schaal, произнесено [ˌjoːɦɑŋ ˈkrœyf ˌsxaːl]), известен и като Суперкупата на Нидерландия, е футболен трофей, двубоят за който се провежда преди началото на всяко първенство и противопоставя носителя на Купата на Нидерландия и шампиона от Ередивизи.

## История
За пръв път мач между носителя на Купата на Нидерланция и шампиона на футболната лига се играе на 25 юни 1949 г. Шампионът SVV Schiedam побеждава носителя на купата Quick Nijmegen като гост на Goffertstadion с 2:0.
През 1991 г. името на трофея е PTT Telecom Cup. Три години по-късно състезанието е преименувано на Суперкупа, а през 1996 г. форматът е променен в чест на известния нидерлански футболист и треньор Йохан Кройф на Johan Cruijff Schaal (Щитът на Йохан Кройф). Първоначално мачовете се провеждат на стадион Амстердам Арена (името на този стадион също е променено в чест на Йохан Кройф през 2018 г.). От 2017 г. двубоят за „Йохан Кройф Шийлд“ се играе на стадиона на националния шампион.
Ако носителят на Купата на Нидерландия спечели и държавното първенство, противник е вторият в Ередивизи. Това се случва през 1998 и 2002 г., когато Аякс печели, и през 2005 г., когато ПСВ Айндховен взема и двете титли.
ПСВ Айндховен е най-успешният отбор след 1991 г., вдигайки трофея цели 14 пъти, следвани от Аякс (9 титли), Фейенорд (4 титли), ФК Твенте (2 титли) и еднократните победители ФК Утрехт, АЗ Алкмаар и ПЕК Зволе.

## Носители на трофея последните сезони
| Сезон   | Носител                              |
| ------- | ------------------------------------ |
| 2021/22 | ПСВ Айндховен                        |
| 2020/21 | няма мач поради мерки срещу COVID-19 |
| 2019/20 | Аякс Амстердам                       |
| 2018/19 | ФК Фейенорд                          |
| 2017/18 | ФК Фейенорд                          |
| 2016/17 | ПСВ Айндховен                        |
| 2015/16 | ПСВ Айндховен                        |
| 2014/15 | Цволе                                |
| 2013/14 | Аякс Амстердам                       |
| 2012/13 | ПСВ Айндховен                        |
| 2011/12 | ФК Твенте                            |
| 2010/11 | ФК Твенте                            |

## Рекордни носители на купата
| Отбор          | Титли |
| -------------- | ----- |
| ПСВ Айндховен  | 14    |
| Аякс Амстердам | 9     |
| ФК Фейенорд    | 4     |
| ФК Твенте      | 2     |